# Pierre Garreau
Pierre Garreau (* 17. Januar 1748 in Le Bois-Plage-en-Ré; † 23. März 1827 in Marennes (Charente-Maritime)) war ein französischer Politiker und Appellationsgerichtspräsident.

## Leben
Nach einem Studium der Rechte und einer Tätigkeit als Anwalt wurde Garreau noch während der bourbonischen Monarchie zum Prokurator für den Gerichts- und Fiskalbezirk Marennes im Département Charente-Maritime ernannt. Die Bestellung als Verwalter dieses Bezirks erhielt er 1790 und noch im November des gleichen Jahres wurde er Präsident des Distrikts von Varennes. Von 1791 bis 1792 war er Verwalter des Départements Charente-Maritime und 1795 wurde er in der noch Ersten Französischen Republik in den Rat der Fünfhundert gewählt. Nach seiner Rückkehr in die Heimat wurde er Gerichtspräsident und 1802 wurde er Präsident des Appellationsgerichtshofes in Trier, was er bis zum Jahr 1814 blieb. 1804 nahm er an Feierlichkeiten anlässlich des Besuchs Napoleons in Trier teil und im gleichen wurde er zum Ritter der Ehrenlegion ernannt. In einem Bulletin der Geheimpolizei Napoleons vom 24. Oktober 1810 wurde eine Reise Garreau's nach Paris dokumentiert, von der man ausgeht, dass es nicht die einzige gewesen war. 1811 verlieh ihm Napoleon den Titel „Baron de l'Empire“. 1815 wurde er in den Ruhestand versetzt, ein neuerlicher Versuch in die Politik zurückzukehren blieb letztlich ohne Erfolg.